# Puppet Master II
Série
Puppet Master Puppet Master III : La Revanche de Toulon
(1991)
Pour plus de détails, voir Fiche technique et Distribution.
Puppet Master II est un film américain réalisé par David Allen, sorti en DTV en 1990.

## Synopsis
À la suite du passé macabre d'un hôtel abandonné, un groupe de scientifiques venus l'étudier ne tardent pas à faire la connaissance d'un mystérieux propriétaire et de ses poupées maléfiques.

## Fiche technique
- Titre : Puppet Master II
- Réalisation  : David Allen
- Scénario : David Pabian
- Musique : Richard Band
- Photographie : Thomas F. Denove
- Montage : Bert Glatstein & Peter Teschner (en)
- Production : David DeCoteau & John Schouweiler
- Société de production : Full Moon Entertainment
- Pays :  États-Unis
- Langue : Anglais
- Format : Couleur - Ultra Stéréo - 35 mm - 1.85:1
- Budget : 780,000 $
- Genre : Fantastique, Horreur
- Durée : 85 min
- Date de sortie : 
  -  États-Unis : 7 février 1991
- interdit aux moins de 12 ans

## Distribution
- Elizabeth Maclellan (VF : Laurence Crouzet) : Carolyn Bramwell
- Collin Bernsen (VF : Nicolas Marié) : Michael Kenney
- Steve Welles (VF : Daniel Brémont) : Andre Toulon / Eriquee Chaneé
- Jeff Celentano (VF : Emmanuel Jacomy) : Lance
- Greg Webb (VF : Patrick Borg) : Patrick Bramwell
- Charlie Spradling : Wanda
- Nita Talbot : Camille Kenney
- Sage Allen : Martha
- George 'Buck' Flower (VF : Michel Vocoret) : Mathew
- Sean Vertigo (VF : Brigitte Lecordier) : Billy
- Ivan J. Rado (VF : Michel Barbey) : Un commerçant du Caire
- Julianne Mazziotti : Elsa / Puppet Camille
- Taryn Band : Un enfant du Caire
- Alex Band : Un enfant du Caire

## Anecdote
- Steve Welles remplace William Hickey dans le rôle d'Andre Toulon.